# Chrioloba etaina
Chrioloba etaina är en fjärilsart som beskrevs av Swinhoe 1900. Chrioloba etaina ingår i släktet Chrioloba och familjen mätare. Inga underarter finns listade i Catalogue of Life.